# Adolphe Regnier
Jacques-Auguste-Adolphe Regnier (* 7. Juli 1804 in Mainz, damals Hauptstadt des Département du Mont-Tonnerre; † 20. Oktober 1884 in Fontainebleau) war ein französischer Philologe.

## Leben und Werk
Adolphe Regnier war seit 1823 Lehrer an verschiedenen höheren Lehranstalten in Frankreich, so ab 1838 Lehrer der Beredsamkeit am Collège de France sowie von 1841 bis 1843 Lehrer der deutschen Sprache und Literatur an der École normale supérieure in Paris. 1843 wurde er von Louis-Philippe zum Erzieher des Grafen von Paris ernannt, den er nach der Februarrevolution 1848 auch ins Exil begleitete. Seit 1853 wieder in Paris, wurde er 1855 in die Académie des inscriptions et belles-lettres aufgenommen und 1862 vom Institut de France als Professor für Sanskrit am Collège de France vorgeschlagen, welchen Posten er indessen nicht annahm. Ab 1873 bekleidete er die Stelle eines Bibliothekars  des Schlosses Fontainebleau. Er starb am 20. Oktober 1884 im Alter von 80 Jahren in Fontainebleau.
Regnier machte sich um die Kenntnis der deutschen Sprache und Literatur in Frankreich sehr verdient durch den Cours complet de langue allemande (mit Lebas, 7 Bde., 1830–33) und durch die Übersetzung von Goethes Iphigenie (1843) sowie allen Werken Schillers (8 Bde., 1860–62, mit Biographie). Besondere Bekanntheit erlangte er durch die Étude sur l’idiome des Védas et les origines de la langue sanscrite (gedruckt zuerst im Journal asiatique, separat Paris 1855) und eine Ausgabe des Prâtiçâkhya des Rigveda (3 Bde., Paris 1857–59, mit französischer Übersetzung, Kommentar und einer Étude sur la grammaire védique). Ferner übersetzte er Euripides’ Hekabe (1838) und verfasste das sprachwissenschaftliche Werk Traité de la formation et de la composition des mots dans la langue grecque (1855).